# Ignace Kłopotowski
Ignace Kłopotowski (Korzeniówka, 20 juillet 1866 - Varsovie, 7 septembre 1931) est un prêtre polonais, fondateur des sœurs de la Bienheureuse Vierge Marie de Lorette et reconnu bienheureux par l'Église catholique.

## Biographie
Ignace Kłopotowski est né en 1866. Il entre au séminaire de Lublin en 1883 et est ordonné prêtre le 5 juillet 1891. Comme première charge pastorale, on lui confie la tâche de vicaire de paroisse, puis il enseigne au séminaire diocésain. Conscient de la misère, à la fois humaine, matériel et spirituel, il crée un bureau de l'emploi à Lublin, des écoles, écrit des ouvrages de spiritualité, publie un quotidien catholique et des magazines. 
En 1908, Ignace Kłopotowski est transféré à la paroisse Notre-Dame de Lorette à Varsovie où il fonde la congrégation des sœurs de la Bienheureuse Vierge Marie de Lorette ayant pour principal but la propagation de la presse catholique. Outre ses multiples activités pastorales et l'œuvre de sa fondation, il se préoccupe des plus nécessiteux et se dévoue sans cesse aux œuvres charitables. On lui donne le surnom de « père des orphelins ». Il meurt en 1931 à Varsovie.

## Béatification et canonisation
- 1988 : ouverture de la cause en béatification et canonisation
- 20 décembre 2004 : le pape Jean-Paul II lui attribue le titre de vénérable.
- 30 mai 2005 : le pape Benoît XVI reconnaît l'authenticité d'un miracle dû son intercession et signe le décret de béatification.
- 19 juin 2005 : cérémonie de béatification célébrée à Varsovie par le cardinal Józef Glemp au nom de Benoît XVI.
- Fête liturgique fixée au 7 septembre.

## Sources
- (en) « Ignatius Kłopotowski (1866-1931) », sur Vatican, 19 juin 2005 (consulté le 28 février 2016).
- (en) Basil Watkins, « The Book of Saints: A Comprehensive Biographical Dictionary – Ignatius Kłopotowski (Blessed) », Bloomsbury Publishing, 2015 (consulté le 28 février 2016).